# كرفل
كرفل:  هي قرية صيد يسكنها 20.000 نسمة، تقع في جنوب باهيا (البرازيل) علي بعد بضعة أميالمن مصب نهر كرفل.

## أعلام
- ويلي فالكونر
- أندرسون كونسيساو